# Seututie 813
Pour les articles homonymes, voir Route 813 et 813 (homonymie).
La route régionale 813 (finnois : Seututie 813) est une route régionale allant de Raahe jusqu'à Liminka en Finlande,,.

## Présentation
La seututie 813 est une route régionale d'Ostrobotnie du Nord.
Elle commence à Pattijoki dans ma municipalité de Raahe, traverse l'agglomération Siikajoenkylä de Siikajoki ainsi que Lumijoki avant de se terminer à Liminka.
Le troncon entre Pattijoki et le carrefour de Krankantie au centre de Liminka fait partie de la route côtière d'Ostrobotnie.

## Parcours
- Raahe
  - Pattijoki
  - Olkijoki
- Siikajoki
  - Siikajoenkylä
  - Karinkanta
- Lumijoki
  - Virkkula
- Liminka